# Hội chứng tự sinh rượu
Hội chứng tự sinh rượu là một tình trạng y tế hiếm gặp, trong đó lượng ethanol say rượu được sản xuất thông qua quá trình lên men nội sinh trong hệ thống tiêu hóa. Saccharomyces cerevisiae, một loại nấm men, đã được xác định là mầm bệnh cho tình trạng này. Nghiên cứu gần đây cũng chỉ ra rằng vi khuẩn Klebsiella pneumoniae có thể lên men carbohydrate tương tự như rượu trong ruột có thể tăng tốc bệnh mỡ gan không do rượu.
Nó có thể xảy ra ở những bệnh nhân mắc hội chứng ruột ngắn sau khi phẫu thuật cắt bỏ vì lên men carbohydrate kém hấp thu.
Các tuyên bố của quá trình lên men nội sinh của bệnh này đã được sử dụng như là một biện pháp bảo vệ chống lại việc phạt lái xe khi say rượu.
Một trường hợp đã không bị phát hiện trong 20 năm.
Nó cũng đã được điều tra, nhưng đã được loại bỏ, như một nguyên nhân có thể gây ra hội chứng đột tử ở trẻ sơ sinh.
Một biến thể xảy ra ở những người có bất thường về gan khiến họ không thể bài tiết hoặc phá vỡ rượu bình thường. Bệnh nhân mắc bệnh này có thể phát triển các triệu chứng của hội chứng tự động sản xuất bia ngay cả khi men ruột tạo ra một lượng rượu quá nhỏ để làm say một người khỏe mạnh.

## Triệu chứng
Bệnh này có thể có ảnh hưởng sâu sắc đến cuộc sống hàng ngày. Cũng như các tác dụng phụ tái phát của ợ hơi quá mức, chóng mặt, khô miệng, nôn nao, mất phương hướng, hội chứng ruột kích thích và hội chứng mệt mỏi mãn tính, nó có thể dẫn đến các vấn đề sức khỏe khác như trầm cảm, lo lắng và năng suất làm việc kém. Tình trạng nhiễm độc ngẫu nhiên có thể dẫn đến những khó khăn cá nhân, và sự mơ hồ tương đối của tình trạng cũng có thể làm cho nó khó khăn để tìm cách điều trị.  

## Chẩn đoán
Một máy thở, được một chuyên gia sử dụng, sẽ xác định xem rượu có trong hệ thống hay không. Điều này có thể phải được lặp đi lặp lại vào nhiều thời điểm trong ngày để giải thích cho những biến động xảy ra tự nhiên và để xây dựng một bức tranh lớn hơn về cách bệnh tự phát triển.